# Северцов, Сергей Алексеевич
Сергей Алексеевич Северцов (18 (30) декабря 1891 года  — 7 октября 1947 года) — советский эколог, доктор биологических наук, профессор.

## Биография и научная деятельность
Сын профессора Алексея Николаевича Северцова от его первого брака. Родился в Москве. Среднее образование получил в Киеве, где в это время отец заведовал кафедрой в университете. С 1911 года студент естественного отделения Московского университета. Оставлен для подготовки к профессорскому званию.
- С 1917 года — ассистент Института сравнительной анатомии МГУ.
- С 1920-х — сотрудник, позднее действительный член Научно-исследовательского института зоологии.
- С 1923 по 1926 года — лектор по общей биологии в Московской горной академии.
- С 1925 по 1929 года — сотрудник отдела по охране природы сотрудник Главнауки.
- С 1928 по 1929 года — лектор по общей биологии в Институте животноводства.
- С 1929 года — доцент МГУ
- С 1929 по 1932 год — научный сотрудник лаборатории прикладной зоологии под руководством  Н. М. Калугина при Комиссии по изучению производительных сил (КЭПС).
- В 1932, в связи с прекращением деятельности КЭПС переведён в лабораторию эволюционной морфологии, с 1935 ИЭМ.
- С 1932 по 1942 году — профессор Мосрыбвтуза по совместительству.
- В 1934 получил степень доктора биологических наук без защиты диссертации.
- С 1936 года — сверхштатный профессор МГУ, читал курсы зоологии позвоночных, эволюции млекопитающих, общей экологии, охраны природы.
- С 1946 — заведующий кафедрой общей зоологии Московского пушно-мехового института.

Участвовал в экспедициях в Воронежской области, на Яблоновом хребте, на Мурмане, в заповеднике Аксу-Джебаглы. Участвовал в организации нескольких заповедников.
Скончался от инсульта в санатории "Сосновый бор" на станции Болшево в Московской области. Похоронен на Новодевичьем кладбище (3 уч. 8 ряд).

## Семья
- Первая жена (разведены в 1932) — Ирина Константиновна Северцева, урождённая Лозино-Лозинская (1897—1986)[2], единокровная сестра Владимира и Алексея Лозина-Лозинских.
  - Сын — Николай[3]
  - Дочь — Ольга Сергеевна Северцева, искусствовед (1931-2021)[4].
- Вторая жена — Елена Иосифовна Камерницкая.
  - Сын — Алексей Сергеевич Северцов (1936—2019), заведующий кафедрой теории эволюции Биологического факультета МГУ (1971—2014).

## Труды
- Материалы по биологии размножения Tetraonidae / С. А. Северцов. — Ленинград : изд. и тип. изд-ва Акад. наук СССР, 1932. — Обл., 39 с.; 25х18 см. — (Труды Лаборатории прикладной зоологии/ Акад. наук СССР…; Вып. 3).
- Динамика населения и приспособительная эволюция животных / Акад. наук СССР. — Москва ; Ленинград : Изд-во Акад. наук СССР, 1941 (Москва). — 316 с. : диагр., схем. и карт.; 22 см.
- Северцов, Сергей Алексеевич. Проблемы экологии животных : Неопубл. работы / [Вступ. статья С. Е. Клейненберга, с. 5-29] ; Акад. наук СССР. Ин-т морфологии животных им. А. Н. Северцова. — Москва : Изд-во Акад. наук СССР, Т. 1. — 1951. — 172 с., 1 л. портр. : ил.